# Les Temps héroïques
Pour plus de détails, voir Fiche technique et Distribution.
Daliás idők (ce qui signifie « Les Temps héroïques » en hongrois) est un long-métrage d'animation hongrois réalisé par József Gémes et sorti en Hongrie en 1984. Le scénario s'inspire librement d'une trilogie épique fameuse, Toldi, composée par le poète János Arany au XIXe siècle. Le film remporte le Grand Prix du long métrage au Festival d'Annecy en 1985.

## Synopsis
L'intrigue se déroule au Moyen Âge. Un chevalier audacieux se retrouve mis au ban de la société à la suite d'un malentendu.

## Production
Le film est réalisé en dessin animé en deux dimensions. Le style adopté pour les graphismes est fait pour faire penser à des tableaux à la peinture à l'huile animés. Il n'y a pas de dialogues dans la version originale. Une autre version a été réalisée avec des dialogues en anglais. 

## Fiche technique
- Titre original : Daliás idők
- Réalisation : József Gémes
- Scénario : János Arany, József Gémes
- Musique originale : János Decsényi
- Image : György Varga
- Montage : Magda Hap
- Société de production : MAFILM Pannónia Filmstúdió
- Pays :  Hongrie
- Format : couleur
- Durée : 79 minutes
- Date de sortie : Hongrie : 30 août 1984

## Voix anglaises
- Gyula Szabó : narrateur
- Adrienne Csengery

## Distinctions
Le film remporte le Grand Prix du long métrage au Festival international du film d'animation d'Annecy, en France, en 1985.